# سیارک ۲۰۳۳۸
سیارک ۲۰۳۳۸ (به انگلیسی: 20338 Elainepappas، نامگذاری:1998HA86) بیست هزار و سیصد و سی و هشتمین سیارک کشف شده‌است که در ۲۱ آوریل ۱۹۹۸ کشف شد.
قدر مطلق سیارک برابر ۱۴.۱ است.